# توماس فرانسوا البرغر
توماس فرانسوا البرغر (بالإنجليزية: Thomas François Burgers) (و. 1834 – 1881 م) هو كاهن من جنوب أفريقيا ولد في جنوب أفريقيا.

## التعليم
تعلم في جامعة أوتريخت.